# Maison du Sénéchal (Najac)
Pour les articles homonymes, voir Maison du Sénéchal et Najac.
La maison du Sénéchal est une maison située en France sur la commune de Najac, dans le département de l'Aveyron en région Midi-Pyrénées.
L'édifice a fait l'objet d'une inscription au titre des monuments historiques le 21 mars 1979.

## Historique
L'édifice est inscrit au titre des monuments historiques en 1979.